# Ванжозеро (озеро, Пиндушское городское поселение)
Ванжозеро — озеро на территории Пиндушского городского поселения Медвежьегорского района Республики Карелия.

## Общие сведения
Площадь озера — 3,4 км², площадь водосборного бассейна — 152 км². Располагается на высоте 117,2 м над уровнем моря.
Форма озера продолговатая, вытянутая с северо-запада на юго-восток. Берега озера каменисто-песчаные.
В северо-западную оконечность озера впадает река Леппа.
Из юго-восточной оконечности озера вытекает река Ванжозерка, впадающая в Хижозеро.
В озере порядка десяти островов, не имеющих название.
Код объекта в государственном водном реестре — 01040100611102000018855.